# (2662) Kandinsky
(2662) Kandinsky ist ein Asteroid des Hauptgürtels, der am 24. September 1960 vom niederländischen Forscherteam Cornelis Johannes van Houten, Ingrid van Houten-Groeneveld und Tom Gehrels im Rahmen des Palomar-Leiden-Surveys entdeckt wurde. 
Der Name des Asteroiden erinnert an den russischen Maler Wassily Kandinsky.